# Félix Miéli Venerando
Félix Miéli Venerando, ismertebb nevén Félix (São Paulo, 1937. december 24. – São Paulo, 2012. augusztus 24.) világbajnok brazil válogatott labdarúgókapus.
A brazil válogatott tagjaként részt vett az 1970-es világbajnokságon.

## Pályafutása

### A válogatottban
1965 és 1972 között 39 alkalommal szerepelt a brazil válogatottban. Tagja volt az 1970-es világbajnok csapatnak.

## Sikerei, díjai
Fluminense
- Carioca bajnok (5): 1969, 1971, 1973, 1975, 1976
- Taça Guanabara (3): 1969, 1971, 1975
- Torneio Roberto Gomes Pedrosa (1): 1970

Brazília
- Világbajnok (1): 1970